# Schizobranchia insignis
Schizobranchia insignis är en ringmaskart som beskrevs av Bush 1905. Schizobranchia insignis ingår i släktet Schizobranchia och familjen Sabellidae. Inga underarter finns listade i Catalogue of Life.